# Примусова гіпергідратація
Примусова гіпергідратація (ПГГ,англ. coaching to water intake[джерело?]) — надмірне свідоме введення (наприклад вживання) рідини. Застосовується у практично здорових людей та у людей із можливою патологічно дегідратацією.
Гіпергідратація (англ. hyperhydration; гіпер- + гідратація; син. гіпергідрія, водяне отруєння, водяна токсемія, водяне сп'яніння) — надмірний вміст води в організмі або окремих його частинах. Є формою порушення водно-сольового обміну.
Проблема примусової гіпергідратації (ПГГ) розглядається як один з елементів здорового методу життя.[джерело?] Примусова гідратація популярізована формулою кількості води щодо вживання людиною: 
маса тіла х 30 х 1,5.
Наприклад, при масі тіла 60 кг: 60х30х1,5=2700 мл. Європейське агентство з безпеки харчових продуктів рекомендує щоденне споживання води 1,6 літра для жінок або 2,0 літра для чоловіків, та 2000 мл (вода та рідина) для жінок і 2500 мл (вода та рідина) для чоловіків, які живуть в помірному кліматі і мають нормальну фізичну активність.
Примусова гіпергідратація не має остаточних даних щодо терміну її дотримання,  ефективності у збільшенні тривалості або підвищення якості життя.[джерело?] Безумовно гідратація корисна при дефіциті рідини, що, наприклад, нерідко важливо для літніх людей і спортсменів. Надмірна гідратація ефективна при рецидивуючих циститах в пременопаузі, але у жінок, які випивають невелику кількість рідини Збільшення вживання води на 2 л (в дійсності на 1.3 л) зменшує ризик кристалізації в сечі. Добре відома рекомендація про профілактичну надмірну гідратацію для людей із сечокам'яною хворобою, для її профілактики рекомендується гіпергідратація з метою отримання не менше 2 л сечі. Ключовим є не збільшення вживання рідини (води) на певний об'єм, а отримання заданої кількості сечі.  Імовірно, коректні рекомендації полягають у вживанні здоровими тієї кількості рідини, що забезпечує фізіологічний діурез (1.2-1.8л). При цьому професійний підхід наголошує на нормоосмолярністі сечі.[джерело?] Якщо, наприклад, сеча гіперосмолярна, її кількість є недостатньою.

## Види
Примусова гіпергідратація визначає можливість надмірного вмісту рідини в організмі за такою класифікацією
За вмістом в тканинах:
- внутрішньоклітина
- позаклітинна
- змішана

За осмолярністю:
- гіперосмолярна (гіпертонічна)
- гіпоосмолярна (гіпотонічна; водяне отруєння)
- нормоосмолярна (ізотонічна)

За походженням:
- аліментарна
- пов'язана з порушенням функції органів (наприклад, при серцевій або нирковій недостатності)

## Огляд
Примусова гіпергідратація має певні фізіологічні обмеження та залежить від функціонального стану серця і нирок. Акцент в основному іде на нирки, як головний орган регуляції об'єму рідини в організмі. Міжнародна асоціація нефрологів (ISN) започаткувала разом з Danone ініціативу з гідратації — ISN Hydration For Kidney Health Research. Протягом 10 років наука про гідратацію активно використовується для формулювання рекомендацій питного режиму. Hydration for health представив декілька публікацій з теми примусової гіпергідратації. Khan et al. вперше показали, що збільшення споживання води до 2,5 л / добу протягом чотирьох днів значно покращує когнітивну гнучкість в порівнянні з низьким споживанням води (0,5 л / добу) у дітей. EFSA рекомендує жінкам, що годують, збільшити кількість води приблизно на 700 мл/день, що означає адекватне споживання 2700 мл/день (з їжі та пиття) або приблизно 2200 мл/день з рідини. Майже вся інформація цієї організації спрямована на примусову гіпергідратацію. Але важливим є розуміння споживання води і споживання рідини (вода + рідина), де великі об'єми вживання відносяться саме до води і харчової рідини.

### Нирки
Залежність ПГГ найбільше вивчена у людей із хронічною хворобою нирок (ХХН). На сьогодні відомо три рандомізованих клінічних дослідження щодо надмірної примусової гідратації у пацієнтів з ХХН: The CKD WIT- «Chronic Kidney Disease Water Intake Trial», The ECIWIC — «Early Coaching to Increase Water Intake in CKD» та HYD45 — «Hydration in CKD 4-5 stages», які охоплюють всі 5 стадій ХХН.
Проспективне багатоцентрове рандомізоване в 4 паралельних групах дослідження «Early Coaching to Increase Water Intake in CKD (ECIWIC)» було проведено у людей із ХХН 1-2, які отримували/ не отримували примусову гідратацію без обмеження вживання натрію хлориду протягом 12 місяців. Гідратація передбачала досягнення діурезу 1.7-2 л. Первинною контрольною точкою була зміна розрахункової швидкості клубочкової фільтрації — рШКФ, вторинними: співвідношення альбумін/креатинін сечі (САК) і якість життя по опитувальнику (1-10, 10 –найвищий бал якості життя). В групах примусової гідратації не було отримано статистично достовірних змін в рШКФ при ХХН 1 стадії (95 до гідратації і  96 мл/хв/1.73 м2 через рік) та при ХХН 2 стадії (78 мл/хв/м2 до та 78 відповідно після). В групах без водного навантаження рШКФ відповідно склала при ХХН 1 стадії 96 і  93, ХХН 2 стадії  76 і 73 (статистично недостовірне зниження: t=0,6, p=0,29, P≤0.05). Примусова гідратація супроводжувалась статистичною недостовірною, проте дещо вищою якістю життя. Виявилось, що пацієнти, що мали високий функціональний нирковий резерв — ФНР (понад 50 %) через рік підвищили рШКФ на 1,5 мл. Навпаки, люди з низьким резервом мали зниження рШКФ на 1,1 мл/хв при примусовій гідратації. САК також мало пряму кореляцію із високим функціональним нирковим резервом.
Рандомізоване в двох паралельних групах клінічне дослідження CKD WIT- "Chronic Kidney Disease Water Intake Trial було проведено у пацієнтів з ХХН 3 стадії в двох групах протягом 12 місяців. Ті, що отримували примусову гідратацію мали на 0.6 л діурез більший. Середня зміна рШКФ склала -2,2 мл / хв / 1,73 м2 в групі гідратації і -1,9 мл / хв / 1,73 м2 в контрольній групі (скоригована різниця між групами, -0,3 мл / хв / 1 , 73 м2 [95 % ДІ Від -1,8 до 1,2; р = 0,74]).
Рандомізоване проспективне в двох паралельних групах дослідження HYD45 — «Hydration in CKD 4-5 stages»  ставило за мету оцінку рШКФ при примусовій гіпергідратації із досягненням більшого діурезу мінімально на 400 мл у 10 пацієнтів з ХХН 4, ХХН 5 стадій та по 10 пацієнтів з ХХН 4-5 стадій без примусової гіпергідратації. Заявлена тривалість складала 12 місяців, дослідження було припинено через 6 місяців з огляду на більш виражене зниження рШКФ в групі гідратації, а саме: — 3,3 мл проти 2 мл без ПГГ. Статистичної значущості між втратою функції нирок при примусовій гідратації і без неї в цілому не має (р=0.367, парний t-критерій Стьюдента дорівнює -1.059). Проте сумарна втрата функції нирок по рШКФ без гідратації дещо вища.
Таким чином, доказові дані свідчать, що примусова гіпергідратація ефективна лише при ХХН 1 стадії та у людей із збереженим функціональним нирковим резервом. При ХХН 2 ПГГ суттєво не впливає на рШКФ, в той час як люди без гідратації втрачають клубочкову функцію. По мірі зниження функції нирок примусова гіпергідратація прискорює втрату функції нирок за показником рШКФ в діапазоні ХХН 3-5 із темпом — 5.3 мл/хв проти -3.9 мл/хв без гідратації.  Наявність високого функціонального ниркового резерву (ФНР), очевидно, дозволяє проявити позитивні сторони примусової гіпергідратації.

## Висновки
1. Примусова гіпергідратація не має надійних доказових даних про користь та безпечність для здоров'я людини. Коректні рекомендації полягають у вживанні тієї кількості рідини, що забезпечує фізіологічний діурез 1.2-1.8 і нормоосмолярність сечі.[джерело?]
2. Примусова гіпергідратація нерідко є надмірною та не сприяє здоровому образу життя.[джерело?]
3. Примусова гіпергідратація стає надмірною гідратацією по мірі зниження функції нирок. Імовірно, переваги примусової гідратації втрачаються при ХХН із прогресуванням втрати функції нирок.[джерело?]
4. Позитивний ефект примусової гідратації протягом 12 місяців може бути позитивним при ХХН 1 стадій та ХХН 2 стадії із великим ФПР.[джерело?]
5. Примусова гідратація, імовірно, недоцільна при ХХН 3-5 стадій[джерело?]